# リン市長
リン市長（Mayor of Lynn）は、アメリカ合衆国マサチューセッツ州リンの市長である。

## 一覧
| #    | 氏名                                   | 任期                          | 政党                   |
| ---- | -------------------------------------- | ----------------------------- | ---------------------- |
| 1    | ジョージ・フッド                       | 1850年5月14日 - 1852年6月16日 | 民主党                 |
| 2    | ベンジャミン・F・マッジ                | 1852年6月16日 - 1853年4月4日  |                        |
| 3    | ダニエル・C・ベイカー                  | 1853年4月4日 - 1854年4月3日   |                        |
| 4    | トーマス・P・リチャードソン            | 1854年4月3日 - 1855年1月1日   |                        |
| 5    | アンドルーズ・ブリード                 | 1856年1月7日 - 1855年1月1日   |                        |
| 6    | エズラ・W・マッジ                      | 1858年1月4日 - 1856年1月7日   | 民主党                 |
| 7    | ウィリアム・F・ジョンソン              | 1859年1月3日 - 1858年1月4日   |                        |
| 8    | エドワード・S・デイヴィス              | 1861年1月7日 - 1859年1月3日   |                        |
| 9    | ハイラム・N・ブリード                  | 1862年1月6日 - 1861年1月7日   | アメリカ社会主義労働党 |
| 10   | ピーター・M・ニール                    | 1866年1月1日 - 1862年1月6日   |                        |
| 11   | ローランド・G・アッシャー              | 1869年1月4日 - 1866年1月1日   | 共和党                 |
| 12   | ジェームズ・N・バッファム              | 1870年1月3日 - 1869年1月4日   |                        |
| 13   | エドウィン・ウォールデン               | 1872年1月1日 - 1870年1月3日   |                        |
| 14   | ジェームズ・N・バッファム              | 1873年1月6日 - 1872年1月1日   |                        |
| 15   | ジェイコブ・M・ルイス                  | 1877年1月1日 - 1873年1月6日   |                        |
| 16   | サミュエル・M・ビュビアー              | 1879年1月6日 - 1877年1月1日   | 共和党                 |
| 17   | ジョージ・プライステッド・サンダーソン | 1881年1月3日 - 1879年1月6日   | グリーンバック党       |
| 18   | ヘンリー・B・ラヴァリング              | 1883年1月1日 - 1881年1月3日   | 民主党                 |
| 19   | ウィリアム・L・ベアード                | 1885年1月5日 - 1883年1月1日   | 共和党                 |
| 20   | ジョン・R・ボールドウィン              | 1886年1月4日 - 1885年1月5日   |                        |
| 21   | ジョージ・D・ハート                    | 1886年1月4日 - 1887年         |                        |
| 22   | ジョージ・C・ヒギンズ                  | 1888年 - 1888年               | 共和党                 |
| 23   | エイサ・T・ニューホール                | 1889年 - 1890年               | 民主党                 |
| 24   | E・ノールトン・フォッグ                | 1891年 - 1891年               | 共和党                 |
| 25   | エリフ・B・ヘイズ                      | 1892年 - 1893年               | 共和党                 |
| 26   | チャールズ・E・ハーウッド              | 1894年 - 1895年               | 共和党                 |
| 27   | ユージン・A・ベッソン                  | 1896年 - 1896年               | 共和党                 |
| 28   | ウォルター・L・ラムズデル              | 1897年 - 1898年               | 民主党                 |
| 29   | ウィリアム・シェパード                 | 1899年 - 1902年               | 共和党                 |
| 30   | ヘンリー・W・イーストハム              | 1903年 - 1905年               |                        |
| 31   | チャールズ・ニール・バーニー           | 1906年 - 1907年               | 共和党                 |
| 32   | トーマス・F・ポーター                  | 1908年 - 1909年               | 共和党                 |
| 33   | ジェームズ・E・リッチ                  | 1909年 - 1910年               | 民主党                 |
| 34   | ウィリアム・P・コネリー・シニア        | 1911年 – 1912年               |                        |
| 35   | ジョージ・H・ニューホール              | 1913年 - 1917年               | 共和党                 |
| 36   | ウォルター・H・クリーマー              | 1918年 - 1921年               |                        |
| 37   | ハーランド・A・マクファラーズ          | 1922年 - 1925年               |                        |
| 38   | ラルフ・S・バウアー                    | 1926年 - 1930年               |                        |
| 39   | J・フレッド・マニング                  | 1930年 - 1939年               |                        |
| 40   | アルバート・コール                     | 1940年 – 1943年               | 共和党                 |
| 41   | アーサー・J・フローリー                | 1943年 – 1945年               |                        |
| 42   | アルバート・コール                     | 1946年 – 1947年               | 共和党                 |
| 43   | ステュアート・A・ター                  | 1948年 – 1951年               |                        |
| 44   | アーサー・J・フローリー                | 1952年 – 1955年               |                        |
| 45   | トーマス・P・コスティン・ジュニア      | 1956年 - 1961年7月3日         |                        |
| 46   | M・ヘンリー・ウォール                  | 1961年7月3日 - 1965年         |                        |
| 47   | アーヴィング・E・ケイン                | 1966年 – 1969年               |                        |
| 48   | J・ウォーレン・キャシディ              | 1970年 - 1972年1月            |                        |
| 49   | パスクアーレ・カジアーノ               | 1972年1月 - 1972年4月         | 民主党                 |
| 代理 | ウォルター・F・メザーブ                | 1972年4月 – 1972年7月         |                        |
| 50   | アントニオ・J・マリノ                  | 1972年7月 - 1973              |                        |
| 51   | デイヴィッド・L・フィリップス          | 1974年 – 1975年               |                        |
| 52   | アントニオ・J・マリノ                  | 1976年 – 1985年               |                        |
| 53   | アルバート・V・ディヴァージリオ        | 1986年 – 1991年               |                        |
| 54   | パトリック・J・マクマナス              | 1992年 - 2001年               |                        |
| 55   | エドワード・J・クランシー・ジュニア    | 2002年 - 2010年1月4日         |                        |
| 56   | ジュディス・フラナガン・ケネディ       | 2010年1月4日 - 2018年1月3日   |                        |
| 57   | トマス・M・マクジー                    | 2018年1月3日 - 2022年1月3日   |                        |
| 58   | ジャレッド・C・ニコルソン              | 2022年1月3日 -                |                        |